# Sedum dasyphyllum
Sedum dasyphyllum là một loài thực vật có hoa trong họ Crassulaceae. Loài này được L. miêu tả khoa học đầu tiên năm 1753.